# Romel Quiñonez
Romel Javier Quiñonez Suárez (San José de Chiquitos, Bolivia, 25 de junio de 1992) es un exfutbolista boliviano. Jugaba como guardameta. Fue internacional con la selección boliviana.
Por problemas de sobrepeso que arrastra desde el inicio de su carrera, se encontraba parcialmente retirado del fútbol desde el segundo semestre del año 2020. El 27 de marzo de 2021 anunció que va a comenzar una dieta vegana luego de superar los 110 kilogramos, también entró en cuarentena indefinida con el conocido entrenador de arqueros Nery Quintana, por el riesgo sanitario, con la esperanza de solucionar su problema de peso y volver al fútbol.
El 31 de marzo de 2021 fichó por el club Blooming a pedido del, en ese entonces, entrenador Eduardo Villegas, este último indicó que se adaptará sin problemas a su revolucionario esquema táctico.

## Selección nacional
En septiembre de 2013, es convocado por el director técnico Xavier Azkargorta por vez primera a la Selección Boliviana para los partidos contra Paraguay y Ecuador por las Clasificatorias a Brasil 2014. Debutaría en el empate con la Selección Ecuatoriana en La Paz.
En el 2015 fue convocado por Mauricio Soria a la Copa América 2015. Disputó los 4 partidos de la verde en la competencia. Fue elegido el mejor arquero de la segunda fecha, tras su gran actuación frente a Ecuador.
En el 2016 fue convocado por Julio César Baldivieso a la Copa América Centenario, pero quedó en el banco en los 3 partidos de la selección.

## Estadísticas
- Actualizado hasta el 31 de marzo de 2021.

| Bolívar · Bolivia                                                                                       |               |               |      |      |     |     |      |      |
| 1ª | 2010          | 8             | -14  | -    | -   | 8   | -14  |      |
| 1ª | 2011/12       | 17            | -16  | 1    | 0   | 18  | -16  |      |
| 1ª | 2012/13       | 18            | -23  | -    | -   | 18  | -23  |      |
| 1ª | 2013/14       | 33            | -24  | 12   | -15 | 45  | -39  |      |
| 1ª | 2014/15       | 39            | -38  | -    | -   | 39  | -38  |      |
| 1ª | 2015/16       | 25            | -32  | 6    | -10 | 35  | -42  |      |
| 1ª | 2016/17       | 6             | -7   | 4    | -4  | 9   | -11  |      |
| Total club                                                                                              | Total club    | 146           | -154 | 23   | -29 | 169 | -183 |      |
| Oriente Petrolero · Bolivia                                                                             | 1.ª           | 2016/17       | 19   | -23  | -   | -   | 19   | -23  |
| Oriente Petrolero · Bolivia                                                                             | Total club    | Total club    | 19   | -23  | 0   | 0   | 19   | -23  |
| Bolivar · Bolivia                                                                                       | 1.ª           | 2018          | 14   | -9   | 6   | -9  | 20   | -18  |
| Bolivar · Bolivia                                                                                       | Total club    | Total club    | 14   | -9   | 6   | -9  | 20   | -18  |
| Oriente Petrolero · Bolivia                                                                             | 1.ª           | 2019          | 40   | -61  | 1   | -1  | 41   | -62  |
| Oriente Petrolero · Bolivia                                                                             | 1.ª           | 2020          | 1    | -1   | -   | -   | 1    | -1   |
| Oriente Petrolero · Bolivia                                                                             | Total club    | Total club    | 41   | -62  | 1   | -1  | 42   | -63  |
| Blooming · Bolivia                                                                                      | 1.ª           | 2021          | 0    | 0    | -   | -   | 0    | 0    |
| Blooming · Bolivia                                                                                      | Total club    | Total club    | 0    | 0    | 0   | 0   | 0    | 0    |
| Total carrera                                                                                           | Total carrera | Total carrera | 220  | -248 | 30  | -39 | 250  | -287 |
| (1) Incluye datos de Copa Libertadores y Copa Sudamericana. (2) No incluye goles en partidos amistosos. |               |               |      |      |     |     |      |      |

## Palmarés

### Títulos nacionales
| Título           | Club    | País    | Año             |
| ---------------- | ------- | ------- | --------------- |
| Primera División | Bolivar | Bolivia | Adecuación 2011 |
| Primera División | Bolívar | Bolivia | Clausura 2013   |
| Primera División | Bolívar | Bolivia | Apertura 2014   |
| Primera División | Bolívar | Bolivia | Clausura 2015   |
| Primera División | Bolívar | Bolivia | Apertura 2017   |

### Distinciones individuales
| Distinción                                                              | Año  |
| ----------------------------------------------------------------------- | ---- |
| Mejor futbolista de la temporada. Premio Mayor 2014 de Eldeber.         | 2014 |
| Fue el mejor jugador del partido vs Ecuador en la Copa América 2015     | 2015 |
| Incluido en el Equipo Ideal de la segunda fecha de la Copa América 2015 | 2015 |